# Le Sortilège de Cendrillon
Série Cendrillon
Cendrillon 2 : Une vie de princesse
(2002)
Pour plus de détails, voir Fiche technique et Distribution.
Le Sortilège de Cendrillon ou Cendrillon 3 : Un retour dans le temps en Belgique  (Cinderella III: A Twist in Time) est le 104e long-métrage d'animation des studios Disney.
Sorti en 2007 et réalisé par Frank Nissen, il est la suite de Cendrillon (1950) et de Cendrillon 2 : Une vie de princesse (2002).

## Synopsis
Cela fait un an que Cendrillon et son prince charmant sont mariés. Ils coulent des jours heureux aux côtés de tous leurs amis, dont les souris. Pour célébrer cet anniversaire, la marraine-fée décide d'organiser en secret une fête dans la forêt. Cendrillon se rend en compagnie de son époux, le prince charmant, à la grande fête champêtre donnée en leur honneur. Mais Anastasie, la demi-sœur de Cendrillon surprend une discussion entre la marraine-fée, Cendrillon et le prince charmant sur cette fameuse nuit où le rêve est devenu réalité.
Elle ne tarde pas alors à s'apercevoir que les deux époux ne doivent leur bonheur qu'à la baguette magique de la marraine-fée. Elle subtilise alors la baguette magique, retourne auprès de sa sœur Javotte et de sa mère, Lady Tremaine, la marâtre de Cendrillon, et leur apprend que « cette nuit-là, tout était magique ». Sa mère et sa sœur Javotte ne la croient pas et s'apprêtent à s'en retourner lorsque survient la marraine-fée, qui veut récupérer sa baguette magique. S'ensuit une lutte au cours de laquelle Anastasie change accidentellement la marraine-fée en statue de pierre. Voyant qu'Anastasie a dit la vérité, sa mère s'empare du précieux instrument. Obtenant alors les pleins pouvoirs d'une sorcière, elle utilise la magie pour remonter le temps et contrarier l'histoire d'amour de Cendrillon en enchantant la pantoufle de verre afin qu'elle s'adapte au pied d'Anastasie et que cette dernière puisse voler la place de Cendrillon auprès du prince charmant.
Cendrillon devra tenter de regagner l'amour de son prince charmant sans l'intervention et sans l'aide de sa marraine-fée, mais pourra compter sur l'aide de ses amis, les souriceaux Jac et Gus. Elle devra aussi déjouer les plans de sa marâtre et de ses deux demi-sœurs, Javotte et Anastasie, afin que tout redevienne comme avant.
Lorsque le prince et Anastasie sont finalement présentés, il ne reconnait pas la fille qui a dansé avec lui au bal, et insiste sur le fait qu'une erreur a été commise. Lady Tremaine l'ensorcelle donc pour qu'il oublie Cendrillon et demande Anastasie en mariage, laissant Cendrillon blessée et confuse lorsque le prince ne la reconnaît pas quelques instants plus tard. Ayant vu Lady Tremaine utiliser la baguette, Jac et Gus disent la vérité à Cendrillon. Ravi de rencontrer Anastasiae malgré sa non-affinité, le roi lui offre un coquillage qui appartenait à sa défunte femme, et Anastasie commence à se sentir coupable de les avoir trompés. Pendant ce temps, le prince commence à douter de ses sentiments pour Anastasie, et ne peut s'empêcher d'être attiré par Cendrillon.
Déguisée en servante de palais, Cendrillon vole la baguette de la chambre de Lady Tremaine, mais elle est saisie par des gardes avant de pouvoir inverser le sort, touchant brièvement la main du prince pendant qu'elle est appréhendée. Le prince commence à reconnaître Cendrillon, que Lady Tremaine a ordonné d'être exilée du royaume par bateau. Jac et Gus expliquent toute la situation  au prince, lui montrant finalement la pantoufle en verre réparée de Cendrillon, ce qui restaure finalement sa mémoire. Malgré les protestations de son père, le prince poursuit le navire et professe son amour pour Cendrillon, qui accepte de l'épouser.
À leur retour au palais, le prince et Cendrillon expliquent la tromperie de Lady Tremaine au roi qui ordonne l'arrestation immédiate de la famille Tremaine, mais ils s'échappent avec la baguette. Alors que Cendrillon se prépare pour son mariage, Lady Tremaine revient avec Anastasie, qui - bien qu'elle soit visiblement réticente - a été transformée pour ressembler à Cendrillon. Lady Tremaine piège Cendrillon et les souris dans une calèche citrouille enchantée conduite par leur chat, Lucifer. Cendrillon, Jaq et Gus battent Lucifer, se libérant avant que la calèche ne tombe dans un ravin.
Cendrillon retourne au palais à cheval juste à temps pour voir Anastasie refuser de procéder au mariage à l'autel, décidant qu'elle préférerait un amour véritable sans le voler à quelqu'un d'autre. Enragée, Lady Tremaine transforme divers gardes en animaux alors qu'ils la poursuivent ; le prince utilise son épée pour détourner un sort jeté sur Cendrillon et Anastasie, transformant Lady Tremaine et Javotte en crapauds. Après s'être retournée à sa vraie forme, Anastasie propose de rendre le coquillage au roi, mais il refuse, lui rappelant que tout le monde mérite une chance d’aimer. Cendrillon et Anastasie se réconcilient et restaurent ensemble la fée marraine. Elle propose d'annuler le changement d'événements de Lady Tremaine, mais voit que Cendrillon et l'amour du prince s'est renforcé grâce à l'aventure et décide de les laisser.
Cendrillon permet à Anastasie d'emménager dans le palais, où elle tombe à nouveau amoureuse du boulanger tandis que Javotte et Lady Tremaine sont placées dans la cave et restaurées dans leurs formes humaines, mais sont maintenant toutes deux habillées dans les vieux haillons de Cendrillon, à leur grande horreur.

## Fiche technique
- Titre original : Cinderella III: A Twist in Time
- Titre français : Le Sortilège de Cendrillon ou Cendrillon 3 : Un retour dans le temps en Belgique
- Réalisation : Frank Nissen
- Scénario : Dan Berendsen, Eddie Guzelian, Margaret Heidenry, Colleen Millea Ventimilia
- Direction artistique : Bob Kline
- Montage : Russell Eaton
- Musique : Joel McNeely
- Production : Margot Pipkin
- Sociétés de production : Walt Disney Pictures, DisneyToon Studios
- Société de distribution : Walt Disney Studios Entertainment
- Pays de production :  États-Unis
- Langue : anglais
- Format : Couleur - 1,78:1 - Dolby Digital
- Durée : 74 minutes
- Dates de sortie : États-Unis : 6 février 2007 ; France : 21 février 2007

## Distribution

### Voix originales
- Jennifer Hale : Cendrillon
- Tami Tappan : Cendrillon, voix chantée
- Christopher Daniel Barnes : le Prince charmant
- Susan Blakeslee : la Marâtre
- Tress MacNeille : Anastasie
- Russi Taylor : Javotte / la Marraine-fée
- Andre Stojka : le Roi
- Rob Paulsen : le Grand-duc / Jaq
- Corey Burton : Gus
- Frank Welker : Lucifer
- Holland Taylor : Prudence
- Chris Sanders : Cheval

### Voix françaises
- Laura Blanc : Cendrillon
- Karine Costa : Cendrillon (chant)
- Damien Boisseau : le Prince charmant
- Emmanuel Dahl : le Prince charmant (chant)
- Anne Jolivet : la Marâtre
- Barbara Tissier : Anastasie
- Dominique Vallée : Javotte
- Claude Chantal : la Marraine-fée
- Évelyne Grandjean : la Marraine-fée (chant)
- Roger Carel : le Roi
- Jean-Luc Kayser : le Grand-duc
- Emmanuel Jacomy : Jaq
- Georges Costa : Jaq (chant)
- Jacques Frantz : Gus
- Michel Costa : Gus (chant)
- Josiane Pinson : Prudence
- Patricia Legrand : une cuisinière
- Brigitte Virtudes : une cuisinière
- Pascale Jacquemont, Raphaël Cohen, Sébastien Finck,  Patricia Elig, Frédéric Dimney : voix additionnelles

Doublage réalisé par Dubbing Brothers ; direction artistique : Valérie Siclay (dialogues) et Georges Costa (chansons) ; adaptation : Nadine Giraud (dialogues), Georges Costa (chansons)

## Chansons du film
- Une très belle année (Perfectly Perfect) - Cendrillon, le Prince, Javotte, Anastasie, Jaq, Gus et la Marraine-fée
- Plus que des rêves (More Than A Dream) - Cendrillon
- Thème d'Anastasie (Anastasia's Theme) - Anastasie
- C'est au bal (At the Ball) - Jaq et Gus
- Plus que des rêves (More Than A Dream (reprise) - Cendrillon
- I Still Believe (générique de fin) - Hayden Panettiere

## Autour du film
Le film changea plusieurs fois de titre durant sa production :
Titres anglais
- Cinderella III: In Another Fairytale (litt. « Cendrillon 3 : Un nouveau conte »)
- Cinderella III: The Reverse of Time (litt. « Cendrillon 3 : L'Inverse du temps »)
- Cinderella III: A Twist in Time (litt. « Cendrillon 3 : Une torsion dans le temps ») - titre définitif

Titres français
- Cendrillon 3 : Quand la magie change tout
- Cendrillon 3 : Et si la magie changeait tout ?
- Le Sortilège de Cendrillon - titre définitif